# Дем'янково (Сафоновський район)
Дем'янково (рос. Демьянково) — присілок Сафоновського району Смоленської області Росії. Входить до складу Пушкінського сільського поселення.
Населення — 4 особи (2007 рік).